# Hôtel de préfecture de Mayotte
L'hôtel de préfecture de Mayotte est un bâtiment situé à Mamoudzou, à Mayotte. Il sert de préfecture au département d'outre-mer de Mayotte.

## Localisation
L'édifice est situé dans le département d'outre-mer français de Mayotte, sur la commune de Mamoudzou, dans le quartier de Kawéni.

## Historique
La préfecture de Mayotte a d'abord été installée à Dzaoudzi, dans l'ancienne maison du gouverneur. En 1987, le siège de la préfecture est déplacé à Mamoudzou.